# Serbisch-orthodoxe Diözese von Buenos Aires

Diözese von Buenos Aires in Lateinamerika

Die Serbisch-orthodoxe Diözese von Buenos Aires (serbisch Епархија буеносајреска) ist eine Diözese (Eparchie) der Serbisch-orthodoxen Kirche. Zentrum der Diözese ist Buenos Aires.
Bischofssitz ist seit 2011 Buenos Aires mit der Kirche der Geburt der Allerheiligsten Gottesmutter als Kathedralkirche. In der Diözese Buenos Aires existieren ca. 17 Gotteshäuser. Bischof von 2012 bis einschließlich 2018 war Amfilohije Radović.